# キンジ渋谷
キンジ渋谷（Robert "Kinji" Shibuya、1921年5月16日 - 2010年5月3日）は、アメリカ合衆国のプロレスラー。ユタ州生まれ、カリフォルニア州ロサンゼルス育ちの日系アメリカ人。日本名：渋谷 金持（しぶや きんじ）。
グレート東郷の影響下にある日系ヒールとして、現役選手時代は地元のロサンゼルスやサンフランシスコなどアメリカ西海岸を主戦場に活動。マサ斎藤をはじめ、海外武者修行に出ていた日本人選手を公私に渡ってサポートし、彼らのメンターとなったことから「神風親分」の異名を持つ。

## 来歴
日系二世としてカリフォルニア州ロサンゼルスで育ち、ベルモント・ハイスクールではアメリカンフットボールのLGで活躍。ハワイ大学進学後も全米大学オールスター戦であるフラ・ボウルに出場し、ホノルル・ポーラー・ベアーズやホノルル・ウォリアーズなどのセミプロ・チームに所属していた。
レスリングの経験を有していたこともあり、フットボールにおける実績をハワイ地区のプロモーターだったアル・カラシックに見込まれ、1952年にプロレス入り。ハロルド坂田の仲介のもと、当時ホノルルでプロレスを修業していた力道山のトレーニング相手を務めたこともあったという。
デビュー翌年の1953年5月28日にはカナダのカルガリーでルー・テーズのNWA世界ヘビー級王座に挑戦。1954年よりアメリカ本土に本格的に進出し、ミッドアトランティックではミスター・モト、テキサスやオハイオではデューク・ケオムカとの日系悪党タッグで活躍。1950年代後半から1960年代前半にかけてはミツ荒川とのコンビで各地を転戦し、1957年8月13日にミネアポリス版のNWA世界タッグ王座を、1961年11月11日にはサンフランシスコにてアメリカン・レスリング・アライアンス版のAWA世界タッグ王座を獲得している。AWA世界タッグ王座は翌1962年11月10日にウイルバー・スナイダー&ニック・ボックウィンクルに敗れるまで、1年間に渡って保持した。
その後もミネソタのAWAやカナダのバンクーバーなどの主要テリトリーを転戦。AWA圏ではバーン・ガニアやジャック・ランザと対戦し、バンクーバーでは1963年3月11日に荒川とのコンビでジン・キニスキー&ミスターXを、1964年1月20日にはドン・レオ・ジョナサンと組んでドリー・ファンク・シニア&ドリー・ファンク・ジュニアをそれぞれ破り、NWAカナディアン・タッグ王座を奪取している。
1964年下期より、シングルプレイヤーとなってサンフランシスコに定着。同年10月25日にレイ・スティーブンス、1965年11月13日にボボ・ブラジル、1968年2月17日にベアキャット・ライトを下し、同地区のフラッグシップ・タイトルであるUSヘビー級王座を通算3回獲得した。その間の1967年9月には日本人陣営の助っ人として日本プロレスに初参戦。ビル・ワット、ターザン・タイラー、リッキー・ロメロ、マッド・ラシアン、レッド・マクナルティらと対戦した。
1968年5月、東京プロレス崩壊後に単身渡米したミスター・サイトーことマサ斎藤と新コンビを結成。7月13日にはペッパー・ゴメス&ペドロ・モラレスからサンフランシスコ版のNWA世界タッグ王座を奪取。翌1969年8月9日にゴメス&ピーター・メイビアに敗れるまで戴冠し、長期政権を築いた。同年11月15日にはサンフランシスコのカウ・パレスにて、ドリー・ファンク・ジュニアのNWA世界ヘビー級王座にも挑戦した。
以後、1970年5月の日本プロレスへの再来日を経て、1971年より斎藤と共にロサンゼルスに登場。ブラック・ゴールドマン&エル・ゴリアスやアール・メイナード&フランキー・レインなどのチームを破り、アメリカス・タッグ王座を再三獲得。同年7月29日に行われたベーカーズフィールドでのビッグショーではミル・マスカラス&エル・シコデリコの兄弟チームの挑戦を退けた。シングルでは3月26日にフレッド・ブラッシーからアメリカス・ヘビー級王座を、11月27日にはジョン・トロスからTV王座を奪取している。アメリカス・タッグ王座には1972年4月25日にキラー・コワルスキーとのコンビでも戴冠しており、両者のチームはキンジとコワルスキーの頭文字を取って "K and K" と呼ばれた。
1973年はサンフランシスコに戻り、斎藤とのコンビで10月3日にロッキー・ジョンソン&パット・パターソンを下してNWA世界タッグ王座に返り咲いている。キャリア晩年はバンクーバーにて活動し、1976年3月8日にドン・レオ・ジョナサンからNWA太平洋岸ヘビー級王座を奪取。5月17日にはビッグ・ジョン・クインと組んでジョナサン&ジミー・スヌーカを破り、NWAカナディアン・タッグ王座への12年ぶりの戴冠を果たした。
1977年の引退後はカリフォルニア州ヘイワードに居住、俳優として映画やテレビに出演することもあった。
2010年5月3日、老衰のため死去。88歳没。彼は自宅の池に錦鯉を飼うなど、日本をルーツに持つ自身の出自を生涯大切にしており、葬儀も仏式で執り行われた。

## 得意技
- ジュードー・チョップ
- クロー・ホールド
- ニー・ドロップ[1]

## 獲得タイトル
セントラル・ステーツ・レスリング
- NWAセントラル・ステーツ・ヘビー級王座：1回[21]

ミッドアトランティック・チャンピオンシップ・レスリング
- NWA南部タッグ王座（ミッドアトランティック版）：2回（w / ミスター・モト）[22]

NWAオールスター・レスリング
- NWA太平洋岸ヘビー級王座：1回[18]
- NWA太平洋岸タッグ王座 / NWAカナディアン・タッグ王座（バンクーバー版）：5回（w / ミツ荒川×2、スウィート・ダディ・シキ、ドン・レオ・ジョナサン、ビッグ・ジョン・クイン）[23][9]

NWAハリウッド・レスリング
- NWAアメリカス・ヘビー級王座：1回[16]
- NWAアメリカス・タッグ王座：8回（w / マサ斎藤×6、キラー・コワルスキー、グレート・ゴライアス）[14]
- NWAビート・ザ・チャンプTV王座：5回[17]

アメリカン・レスリング・アライアンス / NWAサンフランシスコ
- AWA USヘビー級王座：3回[10]
- AWA世界タッグ王座：3回（w / ミツ荒川、ハル佐々木、マサ斎藤）[8]
- NWA世界タッグ王座：3回（w / マサ斎藤×2、グレート・メフィスト）[12]

NWAミネアポリス・レスリング
- NWA世界タッグ王座（ミネアポリス版）：1回（w / ミツ荒川）[7]

NWAウエスタン・ステーツ・スポーツ
- NWA北米ヘビー級王座（アマリロ版）：1回[21]

NWAビッグタイム・レスリング
- NWAテキサス・タッグ王座：1回（w / デューク・ケオムカ）[24]